# دوبرومیریتسه
دوبرومیریتسه (به چکی: Dobroměřice) یک منطقهٔ مسکونی در جمهوری چک است که در ناحیه لوونی واقع شده‌است. دوبرومیریتسه ۴٫۷۶ کیلومتر مربع مساحت و ۱٬۳۶۹ نفر جمعیت دارد و ۱۸۵ متر بالاتر از سطح دریا واقع شده‌است.